# Tân Yên, Bắc Ninh
Tân Yên là một xã thuộc tỉnh Bắc Ninh, Việt Nam.

## Địa lý
Xã Tân Yên có vị trí địa lý:
- Phía đông giáp xã Biên Sơn
- Phía tây giáp xã Tân Thành, tỉnh Lạng Sơn
- Phía nam giáp xã Kiên Lao
- Phía bắc giáp xã Tân Sơn.

Xã Tân Yên có diện tích 48,13 km², dân số 50.732 người, mật độ dân số đạt 1.054 người/km².

## Hành chính
Thị trấn Cao Thượng được chia thành 26 tổ dân phố: Bậu, Bùi, Chám, Chợ, Chùa, Đầu, Đình, Đình Giã, Đông, Đồi Đỏ, Đồng, Hòa Sơn, Hoàng Hoa Thám, Hợp Tiến, Ngoài Hạ, Ngò, Ngô Xá, Nguộn, Phố Bùi, Phố Mới, Tân Lập, Tân Tiến, Thiếm, Trong Cao Thượng, Trong Hạ, Vườn Đình.

## Lịch sử
Trước năm 1945, Cao Thượng là một xã thuộc tổng Mục Sơn, phủ Yên Thế, tỉnh Bắc Giang.
Sau Cách mạng Tháng Tám, xã Cao Thượng hợp nhất với các xã Đạm Phong, Mục Sơn và Dương Sơn thành xã Cương Lập.
Cuối năm 1955, xã Cương Lập chia thành xã Cương Lập và xã Liên Sơn.
Năm 1971, xã Cương Lập đổi tên thành xã Cao Thượng.
Ngày 18 tháng 2 năm 1997, Chính phủ ban hành Nghị định số 14/CP về việc thành lập thị trấn Cao Thượng trên cơ sở 238,96 ha diện tích tự nhiên và 3.810 người của xã Cao Thượng; 28,3 ha diện tích tự nhiên và 781 người của xã Cao Xá; 1,88 ha diện tích tự nhiên và 72 người của xã Liên Sơn.
Sau khi thành lập, thị trấn Cao Thượng có 269,14 ha diện tích tự nhiên và 4.663 người. Xã Cao Thượng còn lại 627,79 ha diện tích tự nhiên và 5.909 người.
Đến năm 2018, thị trấn Cao Thượng có diện tích 2,58 km², dân số là 6.756 người, mật độ dân số đạt 2.619 người/km², gồm 3 phố: Hoàng Hoa Thám, Phố Mới, Ngô Xá và 10 khu: Ngò, Đồng Mới, Chợ, Đông, Vườn Đình, Đình Giã, Thiếm, Nguộn, Đầu, Đồi Đỏ. Xã Cao Thượng có diện tích 6,86 km², dân số là 6.567 người, mật độ dân số đạt 957 người/km², gồm 13 thôn: Hòa Sơn, Chám, Trong Thượng, Đình, Bậu, Bùi, Hợp Tiến, Tân Lập, Tân Tiến, Chùa, Trong Hạ, Ngoài Hạ, Phố Bùi.
Ngày 21 tháng 11 năm 2019, Ủy ban Thường vụ Quốc hội ban hành Nghị quyết số 813/NQ-UBTVQH14 về việc sắp xếp các đơn vị hành chính cấp xã thuộc tỉnh Bắc Giang (nghị quyết có hiệu lực từ ngày 1 tháng 1 năm 2020) về việc sáp nhập toàn bộ 6,86 km² diện tích tự nhiên và 6.567 người của xã Cao Thượng vào thị trấn Cao Thượng. Sau khi sáp nhập, thị trấn Cao Thượng có 9,44 km² diện tích tự nhiên và quy mô dân số 13.323 người.
Ngày 16 tháng 6 năm 2025, Ủy ban Thường vụ Quốc hội ban hành Nghị quyết số 1658/NQ-UBTVQH15 của UBTVQH về việc sắp xếp các đơn vị hành chính cấp xã của tỉnh Bắc Ninh năm 2025. Theo đó, sắp xếp toàn bộ diện tích tự nhiên, quy mô dân số của thị trấn Cao Thượng và các xã Cao Xá, Việt Lập, Ngọc Lý thành xã mới có tên gọi là xã Tân Yên.